# 1+1 media
1+1 Media Group – jedna z największych spółek (grup) medialnych na Ukrainie. Wizją grupy jest tworzenie treści, które zmienia sposób, w jaki ludzie postrzegają świat i samych siebie. Dyrektorem Generalnym 1+1 Media Group jest Ołeksandr Tkaczenko.

## Struktura
1+1 Media Group jest utworzony z 8 ukraińskich kanałów telewizyjnych: 1+1, 2+2, TET, PlusPlus, 1+1 International, UNIAN TV i Bigudi. Grupa też kontroluje platformy z wiadomościami online: TSN.ua, UNIAN.ua, Glavred.info, Telekritika.ua i Dusia.
Po uruchomieniu kanału 1+1 International w roku 2006, który skierowany jest do diaspory ukraińskiej, grupa 24 sierpnia 2014 rozpoczęła swoją pierwszą próbę pozyskania części międzynarodowego rynku telewizyjnego poprzez uruchomienie kanału Ukraine Today, swojego pierwszego anglojęzycznego kanału, zapewniając 24 godzinne okrągłe pokrycie wiadomościami. To jest pierwszy kanał tego rodzaju pochodzący z Ukrainy.
Spółka należy do grupy finansowo-przemysłowej Prywat, właścicielami której są Hennadij Boholubow, Ihor Kołomojski i Ołeksij Martynow.